# Моннье, Бланш
Бланш Моннье́ (фр. Blanche Monnier; 1 марта 1849 — 13 октября 1913 года, во Франции известная как Узница из Пуатье (фр. La Séquestrée de Poitiers)) — жительница Пуатье, Франция, которую мать тайно держала запертой в маленькой комнате в течение 25 лет. По словам чиновников, Моннье не видела солнечного света в течение всего своего срока заточения.

## Биография
Моннье происходила из уважаемой семьи из Пуатье, Франция. В 1876 году, в возрасте 27 лет, она хотела выйти замуж за адвоката, но он не пришёлся по вкусу её матери. Её мать утверждала, что Моннье не может выйти замуж за «адвоката без гроша», и заперла её в крошечной комнате на чердаке их дома, где 25 лет держала её в уединении. Её мать и брат продолжили свою повседневную жизнь, делая вид, что оплакивают её потерю. Никто из её друзей не знал, где она, и адвокат, за которого она хотела выйти замуж, умер в 1885 году. 23 мая 1901 года парижский генеральный прокурор получил анонимное письмо, в котором сообщалось о заточении женщины в доме. Полиция спасла Моннье от ужасных условий.
Её мать была арестована, но вскоре заболела и умерла через 15 дней после ареста. Её брат Марсель Моннье предстал перед судом и был первоначально осужден, но позже был оправдан в апелляции: он был признан психически недееспособным, и судьи, несмотря на осуждение его действий, не могли его осудить потому, что «обязанности оказывать помощь» в то время в уголовном законодательстве ещё не существовало.
После освобождения из комнаты Моннье продолжала страдать от проблем с психическим здоровьем, которые вскоре привели к её госпитализации в психиатрическую больницу в Буазе, Франция, где она умерла в 1913 году.

## Наследие
- В 1930 году Андре Жид опубликовал книгу об этом инциденте под названием «La Séquestrée de Poitiers», в которой слегка изменил некоторые факты, но сохранил имена главных героев[2][5]. По утверждению Эвре Гибера, эта книга оказала большое влияние на молодого Мишеля Фуко[источник не указан 2207 дней].

### Комментарии
1. ↑  «месье генеральный прокурор, я имею честь сообщить вам об исключительно серьезном происшествии. Я говорю о деве, которая заперта в доме мадам Моннье, полуголодная и живёт на гнилостном помёте в течение последних двадцати пяти лет — одним словом, в своей собственной грязи.»
2. ↑  Покрытая едой и калом, с жуками по всей кровати и на полу, весом всего 50 фунтов (меньше 23 кг).